# Vorderer Bregenzerwald

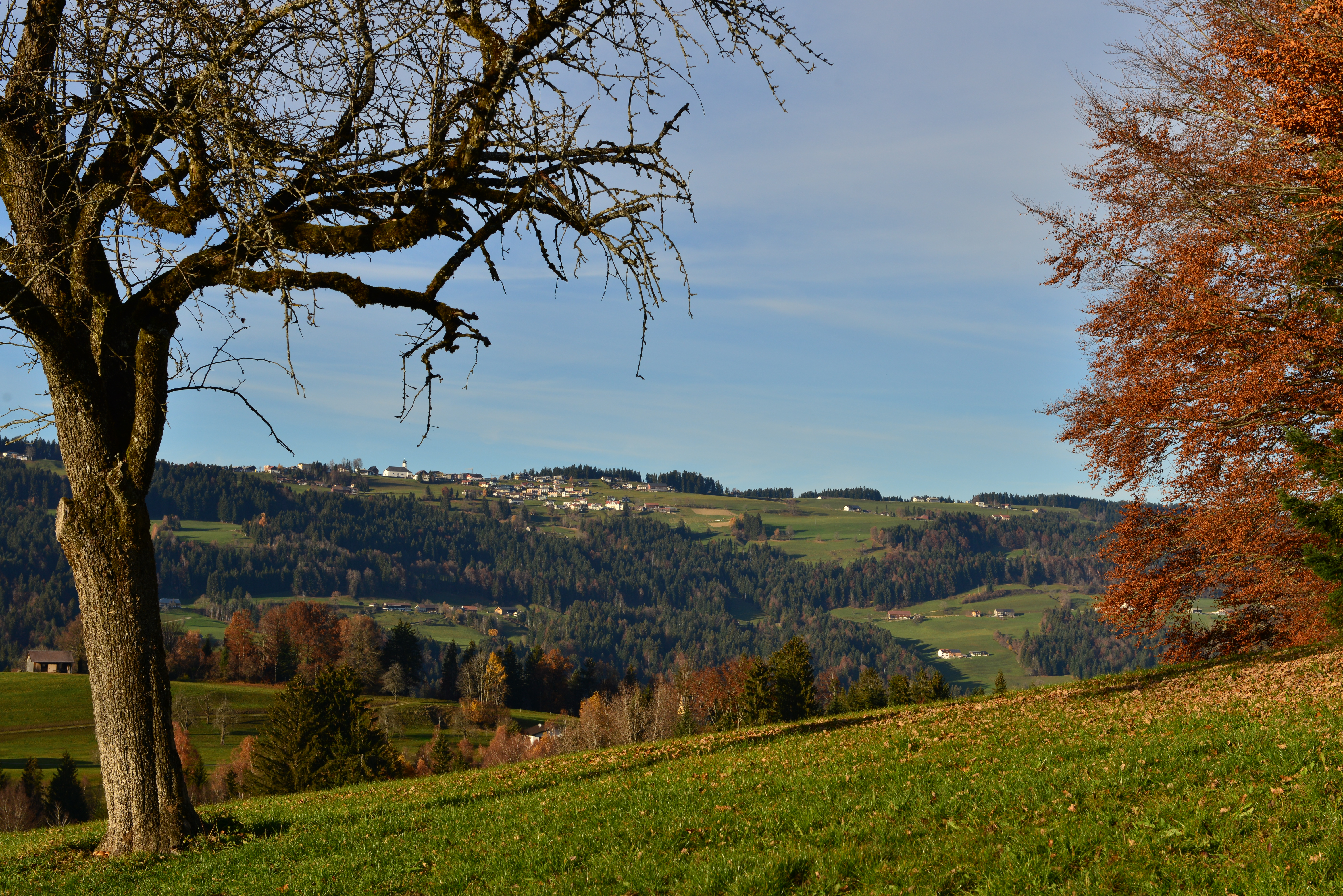
Blick von Krumbach auf Sulzberg

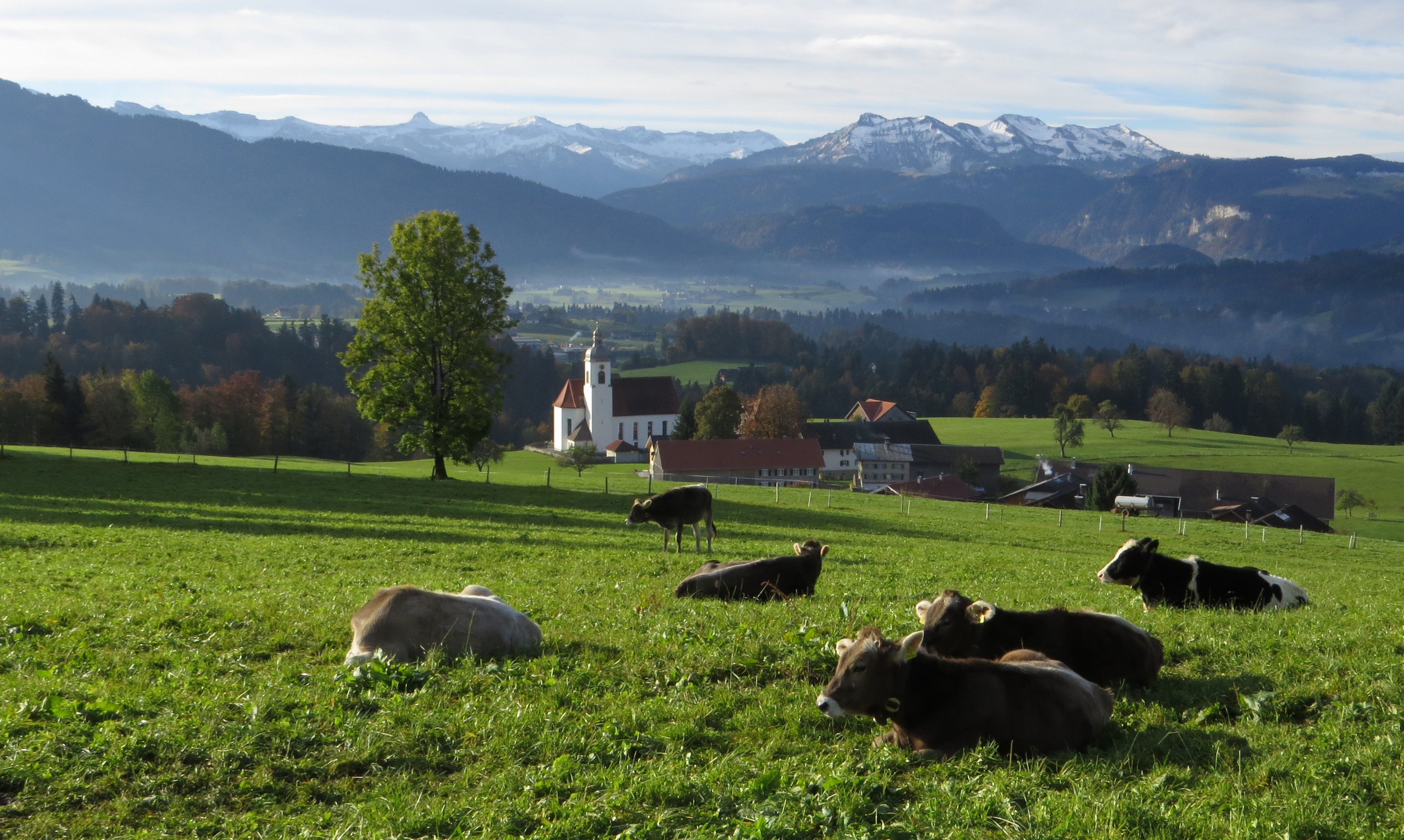
Langenegg

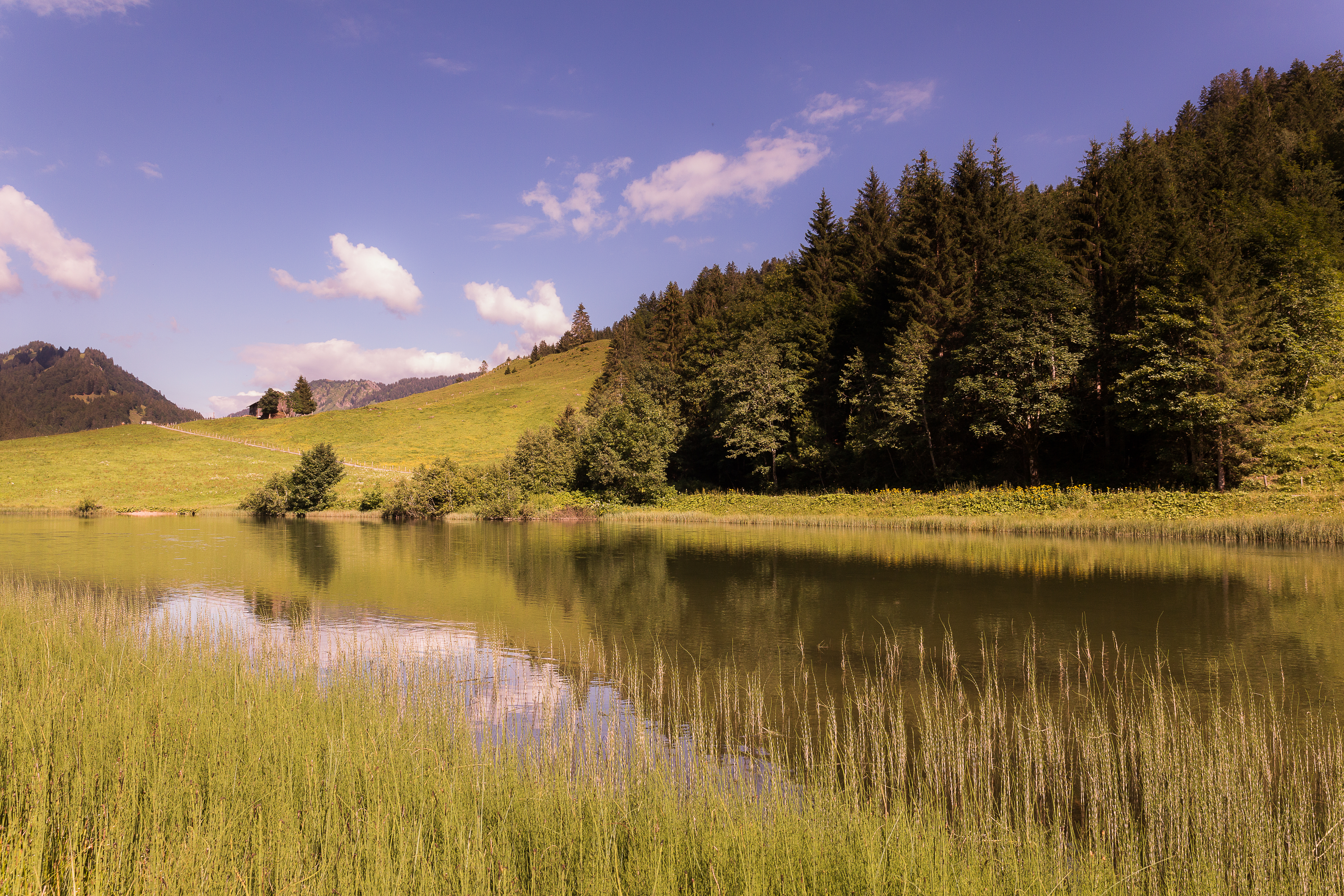
Leckner See im Vorderen Bregenzer Wald

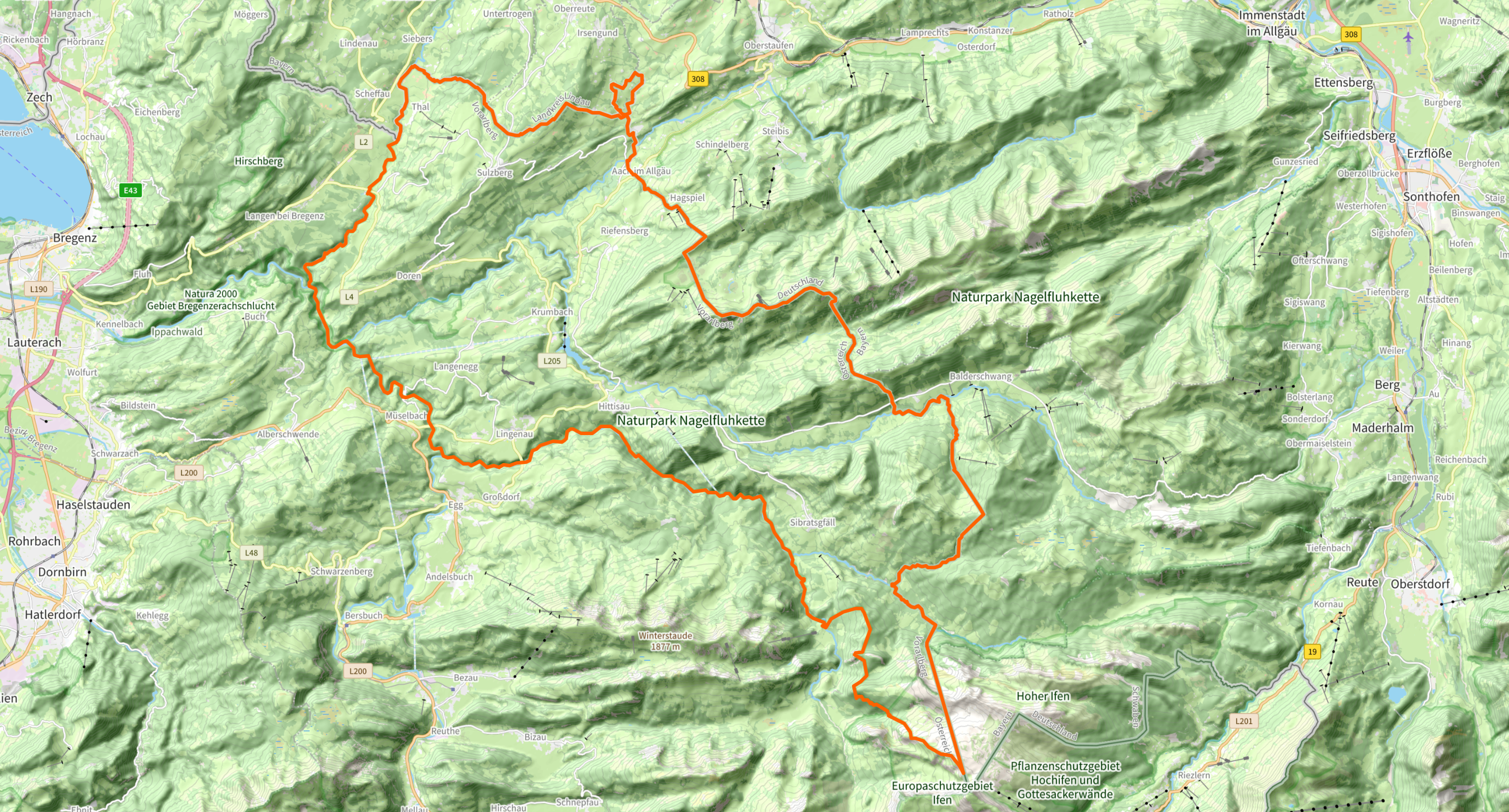
Die acht Gemeinden des Vorderen Bregenzerwaldes im engeren Sinne

Der Vordere Bregenzerwald, auch kurz Vorderwald genannt, ist eine Region im österreichischen Bundesland Vorarlberg und der flachere nördliche Teil des Bregenzerwaldes.

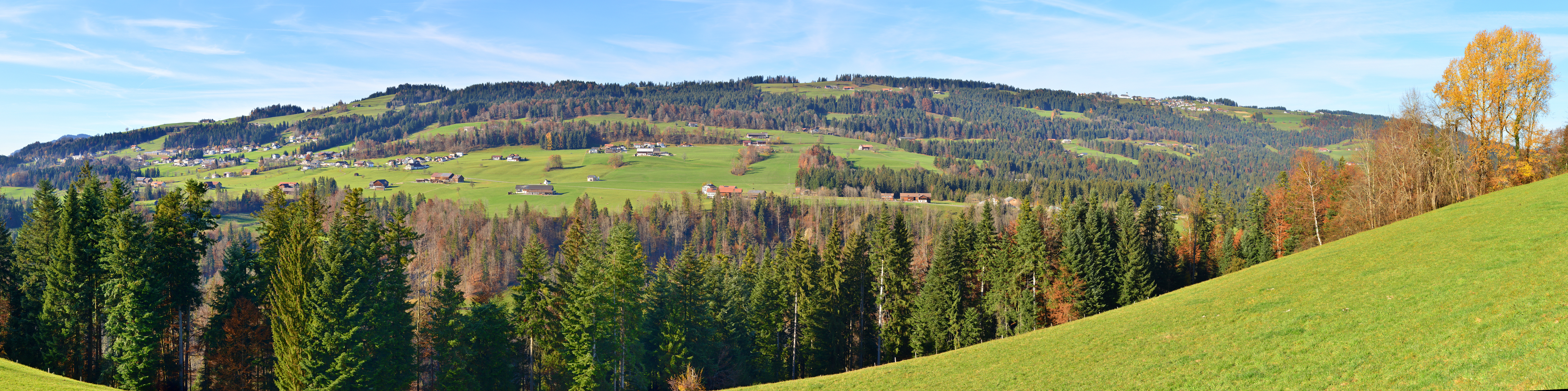

## Lage und zugehörige Gemeinden

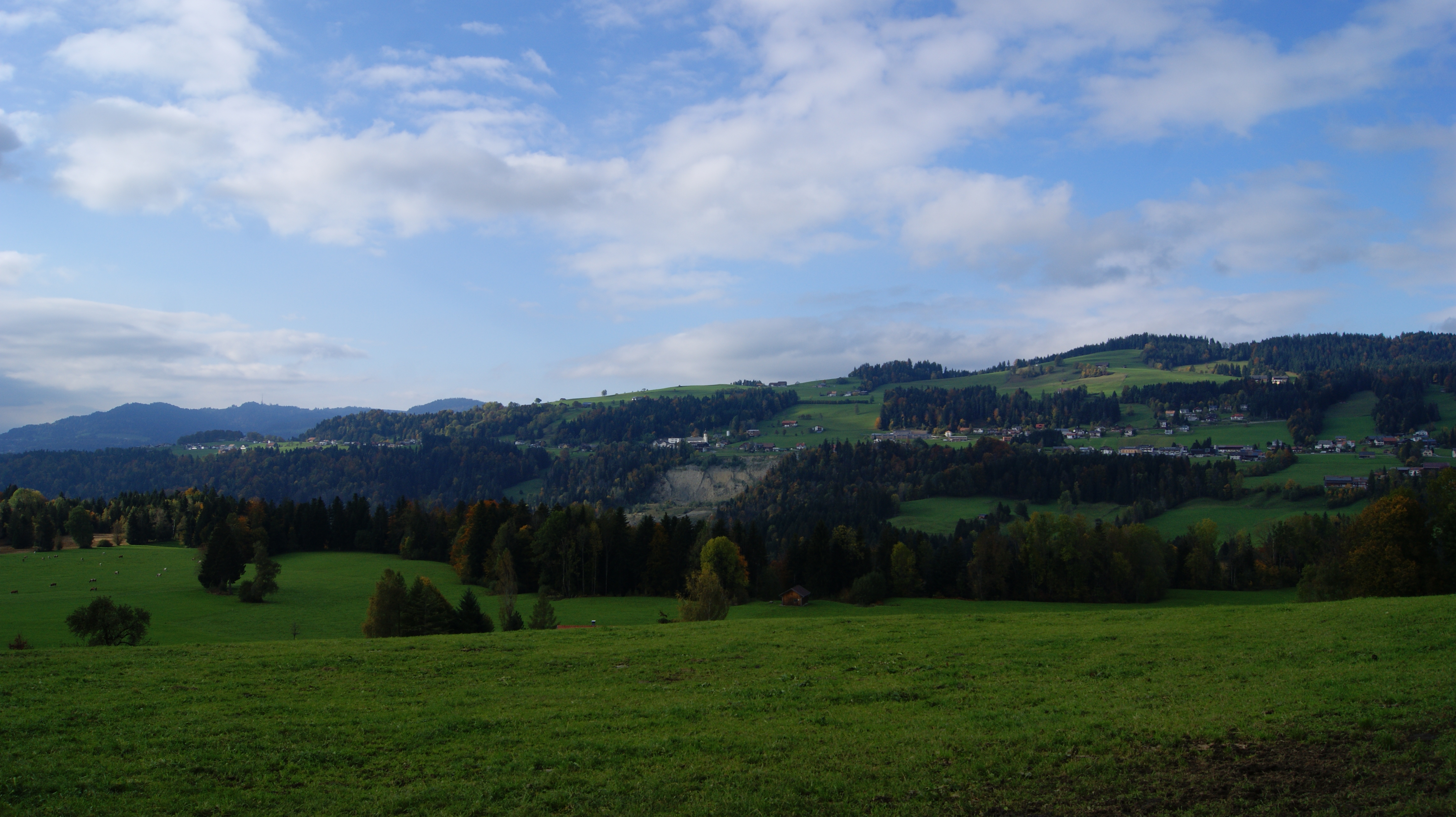
Doren von Krumbach aus gesehen

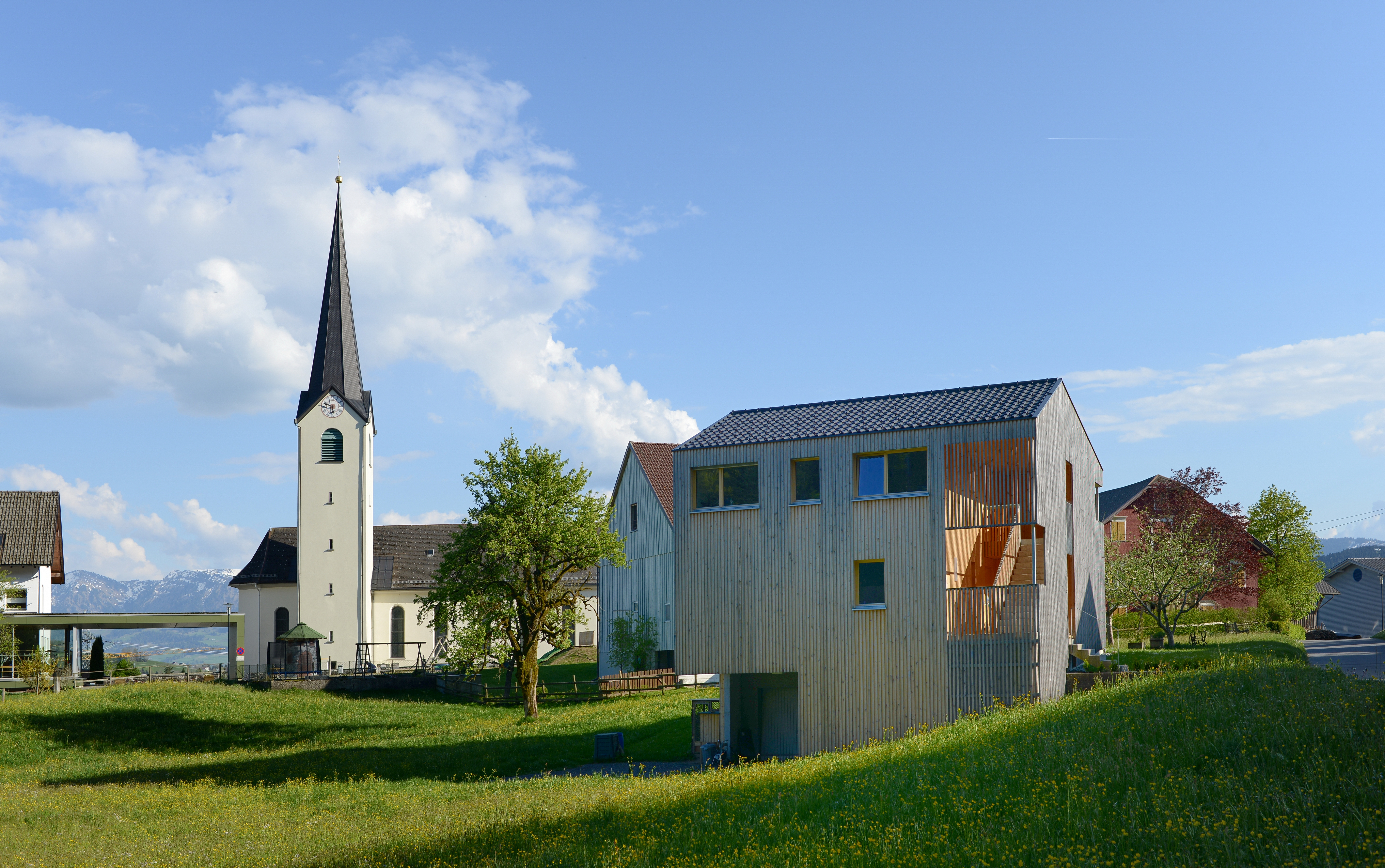
Langen bei Bregenz

Der Vordere Bregenzerwald liegt nördlich der Linie Geißkopf – Lorenapass – Brüggelekopf und Subersach. Somit umfasst er den nördlichen Teil der Lorenaberge und den österreichischen Anteil der Allgäuer Voralpen westlich der Iller.
Die acht Gemeinden Doren, Sulzberg, Langenegg, Krumbach, Riefensberg, Lingenau, Hittisau und Sibratsgfäll sind das Kerngebiet der Region, die Gemeinden Alberschwende, Buch und Langen bei Bregenz werden teilweise nicht mehr dazugerechnet, gehören aber kulturell und geographisch zum Vorderen Bregenzerwald. Historisch gehörte auch die deutsche Gemeinde Balderschwang dazu.
Das Handbuch der naturräumlichen Gliederung Deutschlands verwendet den Begriff „Vorderer Bregenzer Wald“ auch für den deutschen Anteil an den Allgäuer Nagelfluhschichtkämmen nach folgendem Schema:
02 Schwäbisch-Bayerische Voralpen (enthalten in den Bayerischen Alpen)
- 020 Vorderer Bregenzer Wald
  - 020-00 Pfänder (und Sulzberg) (am Hirschberg 1095 m, am Sulzberg, knapp auf deutschem Boden, 1041 m)
  - 020-01 Siplinger Kopf (bis 1746 m)
  - 020-02 Hochgrat (bis 1834 m)
  - 020-03 Prodel (und Kapf) (am Immenstädter Horn 1489 m, Kapf bis 998 m)

Im Gegensatz zum Hinteren Bregenzerwald hat die Region Verbindungen und Beziehungen zum Allgäu, auch der Dialekt hat Einflüsse des Westallgäuer Dialektes.
| Leiblachtal           | Westallgäu             | Unterallgäu |
| Vorarlberger Rheintal |                        | Oberallgäu  |
|                       | Hinterer Bregenzerwald |             |

## Verkehrsverbindungen
Im Jahr 1902 wurde die Bregenzerwaldbahn eröffnet, die rechtsseitig der Bregenzer Ach fuhr. Für die Gemeinden des Vorderen Bregenzerwaldes war die Bahn enorm wichtig, auch wenn die Bahnhöfe abseits der Ortskerne lagen. Durch Hangrutschungen musste der Betrieb im Jahr 1980 zwischen Kennelbach und Egg eingestellt werden.
Das Kerngebiet des Vorderen Bregenzerwaldes ist auch heute noch nur über wenige Straßen erreichbar.

### Österreichische Straßenverbindungen
1. Vorderwälder Straße L4 von Langen her über die Rotachbrücke
2. Hittisauer Straße L205 von Müselbach her über die Lingenauer Hochbrücke (Hauptverbindung)
3. Großdorfer Straße L29 von Großdorf her über die Gschwendtobelbrücke

### Deutsche Straßenverbindungen
1. Dorener Straße L20 von der deutschen Gemeinde Oberreute nach Sulzberg
2. Irsengrunder Straße/Glafberg von der deutschen Ortschaft Irsengrund nach Sulzberg (kleine Nebenstraße)
3. Hittisauer Straße L205 von Oberstaufen – Aach im Allgäu nach Riefensberg (Hauptverbindung)
4. Balderschwanger Straße L5 von Fischen im Allgäu – Riedbergpass – Balderschwang nach Hittisau (im Winter schwer befahrbar)
5. Sibratsgfäller Straße L24 (in Deutschland für den Verkehr gesperrt)

## Berge und Berggruppen

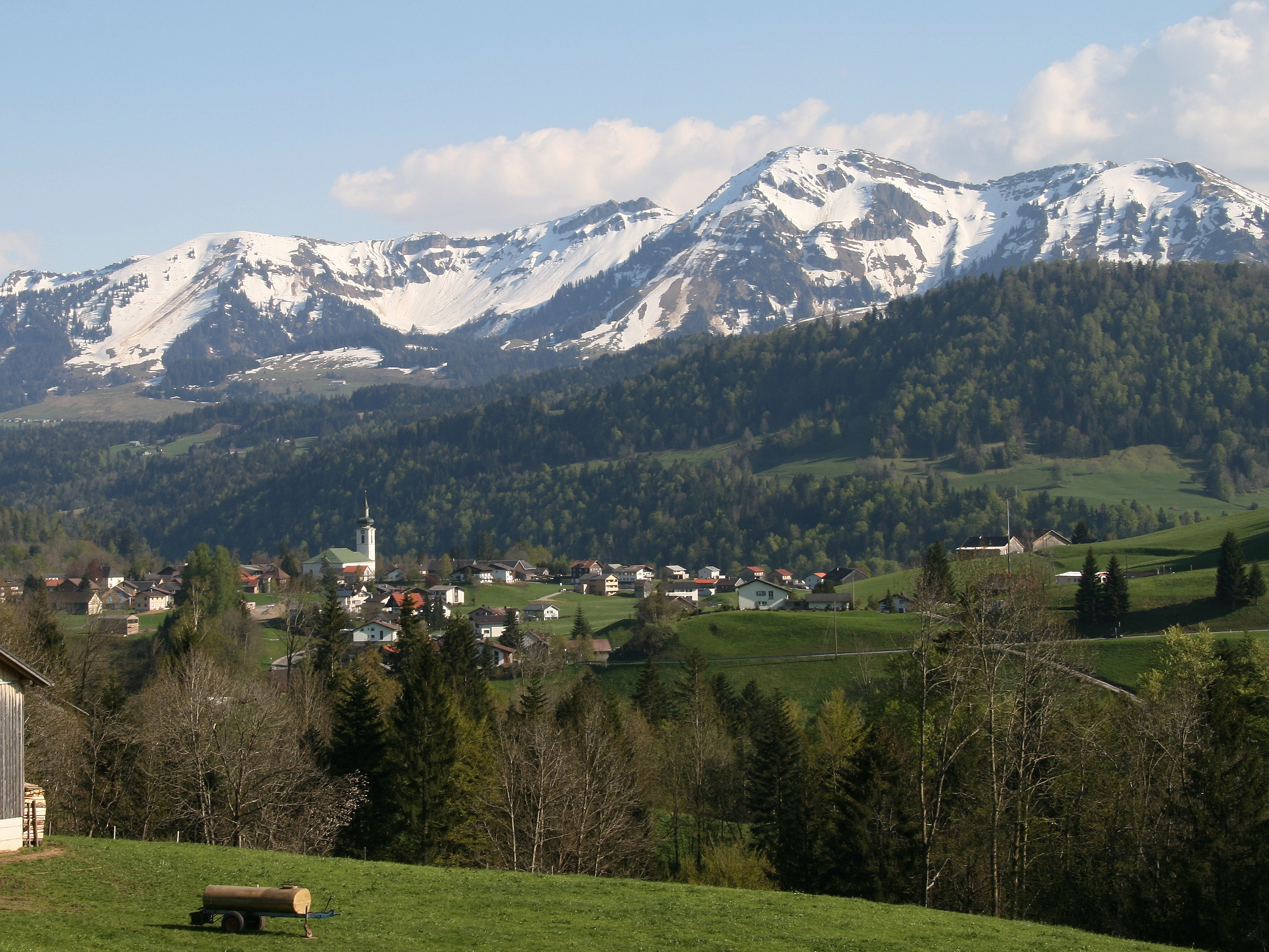
Hittisau

Anders als im Hinteren Bregenzerwald liegen hier die Orte großteils auf den Anhöhen und nicht im Talboden. Eine Ausnahme ist der Sulzberger Ortsteil Thal, dieser liegt an der Rotach.
| Gebirge                              | Berggruppe/Berg                    | Gemeinde                      | Anmerkungen |
| ------------------------------------ | ---------------------------------- | ----------------------------- | --- |
| Nordwestliche Walsertaler Berge      | Mährenhöhe                         | Sibratsgfäll                  | Die Südspitze der Gemeinde Sibratsgfäll reicht fast bis zum Hohen Ifen. Hier liegt die Hinterhochrubachalpe auf bis zu 1700 m Höhe. |
| Allgäuer Voralpen westlich der Iller | Feuerstätterkopf-Piesenkopf-Gruppe | Sibtratsgfäll                 | Der Piesenkopf liegt in Deutschland, der Feuerstätterkopf an der Grenze Sibratsgfäll/Hittisau.                                      |
| Allgäuer Voralpen westlich der Iller | Hittisberg                         | Hittisau                      | |
| Allgäuer Voralpen westlich der Iller | Siplingerkopf-Schichtkamm          | Hittisau                      | Der Koppachstein ist der höchste Berg auf der Österreichischen Seite                                                                |
| Allgäuer Voralpen westlich der Iller | Hochgratkette                      | Hittisau                      | Das Schigebiet Hochhäderich gehört zu Riefensberg                                                                                   |
| Allgäuer Voralpen westlich der Iller | Rotenberg und Umgebung             | Lingenau, Langenegg, Krumbach | |
| Allgäuer Voralpen westlich der Iller | Kojen-Schichtkamm                  | Riefensberg                   | |
| Allgäuer Voralpen westlich der Iller | Sulzberg                           | Doren, Sulzberg               | |
| Allgäuer Voralpen westlich der Iller | Pfänderstock                       | Langen bei Bregenz            | Die südliche Kette des Pfänderstocks gehört zu Langen, mit dem Hirschberg als höchstem Gipfel der Pfänderstocks                     |
| Bregenzerwaldgebirge                 | Schneiderkopf                      | Buch, Alberschwende           | |
| Bregenzerwaldgebirge                 | Lorenaberge im engeren Sinn        | Alberschwende                 | Brüggelekopf, Lorenapass und Geißkopf                                                                                               |

## Gewässer und Täler
Die Flüsse und Bäche verlaufen meist in Schluchten, die nicht geeignet sind für Siedlungen oder Wiesen. Flüsse und Bäche sind oft geographische oder politische Grenzen. Folgende Fließgewässer befinden sich zur Gänze oder teilweise im Vorderen Bregenzerwald (Auszug):
Bregenzer Ach (Hauptfluss des Bregenzerwaldes)
- Subersach: Südgrenze des Vorderen Bregenzerwaldes

- Laubisbach: Hier liegt die Schneckenlochhöhle
- Schönenbach (Subersach): Grenze Allgäuer Alpen/Bregenzerwaldgebirge
- Engegraben (Subersach): Grenze Winterstaudenkamm/Hinteregger Grat
- Rubach (Subersach): Hirschgrundtal, Grenze Nordwestliche Walsertaler Berge/Allgäuer Voralpen westlich der Iller
- Dorfbach Lingenau

- Weißach (kommt aus Deutschland)

- Lanzenbach (Weißach): Entspringt im Kojen-Moos
- Eibelebach: Grenze Österreich/Deutschland
- Bolgenach: Balderschwanger Tal zwischen Hittisau und Balderschwang

- Bibersteinerbach
- Leckner Ach oder Leckenbach: Lecknertal, Leckner See, Grenze Hochgratkette/Kojen-Schichtkamm

- Rotach (kommt aus Deutschland)

- Eyenbach (Rotach) oder Schwarzenbach: Grenze Österreich/Deutschland
- Dreienauerbach oder Mohrenbach
- Kesselbach (Rotach): Grenze Österreich/Deutschland

- Wirtatobelbach oder Rickenbach: Teilt die zwei Ketten des Pfänderstocks, kann als geographische Grenze zum Vorderen Bregenzerwald gesehen werden
- Ippachgraben: Liegt im Ippachwald am Nordhang des Schneiderkopfs, kann als geographische Grenze des Bregenzerwaldes gesehen werden

## Geschichte, Kultur und Wirtschaft
Der Vordere Bregenzerwald gehörte ab 1338 zur Herrschaft Bregenz, der Hintere Bregenzerwald zur Herrschaft Feldkirch. Später erwarb die Habsburgermonarchie etappenweise den ganzen Bregenzerwald. Ab etwa 1960 hat sich die wirtschaftliche Lage stark verbessert.
Die Wirtschaft im Vorderen Bregenzerwald ist heute vielfältig und besteht aus einer Kombination aus traditioneller Landwirtschaft, Handwerk und Tourismus.
Die KäseStrasse Bregenzerwald ist ein Zusammenschluss von 180 Bauern, Alpen, Sennern, Käsemachern, Käsewirten, Gasthäusern, Museen, Bergbahnen, Tourismusbetrieben, Handwerkern und Handelsbetrieben.
Ein weiterer wichtiger Wirtschaftszweig ist die Holzverarbeitung. Die Architektur mit traditionellem und modernen Holzbau ist überregional bekannt. Viele Holzbauten erhielten Architekturpreise.
In Doren befindet sich ein international tätiger Industriebetrieb, die Ludwig Steurer Maschinen und Seilbahnenbau GmbH & Co KG.
Viele Bewohner pendeln dennoch ins Vorarlberger Rheintal aus, weil es für etliche Berufsgruppen keine oder zu wenig Arbeitsplätze gibt.
Die Gemeinden bemühen sich um die Erhaltung von Erwerbsmöglichkeiten, um die Belebung und Einbindung der Land- und Forstwirtschaft in lokale Kreisläufe und um ökologisch verträgliche Ver- und Entsorgung und die Nutzung erneuerbarer Rohstoffe. 2010 gewann Langenegg deshalb den Europäischen Dorferneuerungspreis.

## Energieregion Vorderwald
Die acht Gemeinden des Kerngebiets haben sich 2009 zur Energieregion Vorderwald zusammengeschlossen. Seit 2022 ist auch Langen bei Bregenz dabei. Das Gebiet ist 154 km2 groß und hat etwa 11500 Einwohner. Um die Nutzung erneuerbarer Energien zu fördern und die Energieeffizienz in der Region zu steigern wurden folgende Initiativen ins Leben gerufen:
1. Biomasse-Nutzung: Es wurden Biomasseheizwerke eingerichtet, die Holz als nachhaltigen Brennstoff nutzen. Dadurch wird nicht nur die lokale Holzernte unterstützt, sondern auch die CO2-Emissionen gesenkt.
2. Solarenergie-Projekte: Die Region fördert die Installation von Photovoltaikanlagen auf privaten und öffentlichen Gebäuden, um die Nutzung von Sonnenenergie zu maximieren.
3. Wasserkraftnutzung: Es gibt Bestrebungen, bestehende Wasserkraftanlagen zu modernisieren und neue Anlagen zu installieren, um die lokale Wasserkraft besser auszuschöpfen.
4. Energieberatung: Die Energieregion bietet Beratungsdienste für Haushalte und Unternehmen an, um diese bei der Verbesserung ihrer Energieeffizienz und der Nutzung erneuerbarer Energien zu unterstützen.
5. Bildungsinitiativen: Workshops und Informationsveranstaltungen werden organisiert, um das Bewusstsein für erneuerbare Energien und nachhaltige Praktiken zu schärfen. Schulen und Gemeinschaften werden aktiv in Projekte einbezogen.
6. E-Mobilität: Die Region fördert den Ausbau von Ladeinfrastruktur für Elektrofahrzeuge, um die Nutzung von E-Mobilität zu erleichtern und zu beschleunigen.
7. Netzwerkbildung: Die Energieregion arbeitet eng mit lokalen Unternehmen, Gemeinden und Forschungseinrichtungen zusammen, um Synergien zu schaffen und innovative Lösungen zu entwickeln.
8. Förderprogramme: Es werden finanzielle Anreize und Förderungen für die Umsetzung von Projekten zur Nutzung erneuerbarer Energien und zur Verbesserung der Energieeffizienz angeboten.[6][7]

## Naturschutzgebiete
Alle acht Gemeinden des Kerngebiets liegen zur Gänze im grenzüberschreitenden Naturpark Nagelfluhkette. Der Naturpark ist aber in Vorarlberg, anders als in Bayern, keine rechtliche Schutzgebietskategorie, sondern nur eine freiwillige Selbstverpflichtung der Gemeinden. Es gibt aber mehrere Schutzgebiete im Vorderen Bregenzerwald.

### Europaschutzgebiete
- Natura-2000-Gebiet Witmoos (FFH, AT3405000) in Langen mit 18,2 ha
- Natura-2000-Gebiet Bregenzerachschlucht (AT3404000) in Doren und Langen mit 434 ha

Die Bregenzerachschlucht ist seit der Stilllegung der Bregenzerwaldbahn vollkommen unerschlossen, es gibt weder eine Straße, noch einen Forstweg. Dadurch ist die lange breite Schlucht sehr naturbelassen.

### Naturschutzgebiete
- Naturschutzgebiet Hirschberg (28/74) in Langen (kleine Anteile in Eichenberg) mit insgesamt ca. 328 ha
- Naturschutzgebiet Kojen-Moos (2/78) in Riefensberg mit ca. 56,0 ha
- Naturschutzgebiet Rossbad (20/73) in Krumbach mit ca. 103,0 ha

Das Naturschutzgebiet Kojen-Moos setzt sich in Deutschland mit dem Natura-2000-Gebiet Häderichmoore (FFH, DE8525301) mit 89 ha fort.

### Spezielle Schutzgebiete
- Geschützter Landschaftsteil Schurreloch (19/78) in Hittisau
- Örtliches Schutzgebiet Langenegg Nord (Langenegg/2003) in Langenegg[8]

## Sehenswürdigkeiten
- Frauenmuseum Hittisau (das erste und einzige Frauenmuseum in Österreich)
- Dreikönigskirche in Hittisau
- Gschwendtobel-Brücke (eine gedeckte Holzbrücke von Alois Negrelli von Moldelbe)
- Naturdenkmal Rappenfluh
- Leckner Tal und Leckner See
- Schneckenlochhöhle
- Quelltuff Lingenau (Naturlehrpfad)
- Pfarrkirche Lingenau
- Kapelle hl. Anna auf dem Felde
- Lingenauer Hochbrücke
- Dorflinde Alberschwende
- Hängebrücke Bozenau